# 사선 (음악 그룹)
사선은 대한민국의 음악 그룹이다. 2021년 정규 앨범 [사선 (Saseon)]으로 데뷔했다.

## 방송
- 락쿵 (2022) - Top18

## 음반
- 사선 (Saseon) (2021)
- Summer Effect (2021)
- 락쿵 Semi Final Part 2 (2022)